# Hélyette Geman
Hélyette Geman est une chercheuse française en finance mathématique.
En 2022, elle est nommée « Ingénieur financier de l'année » par l'Association internationale des ingénieurs financiers. 

## Biographie
La carrière Hélyette Geman couvre plusieurs disciplines, notamment l’assurance en cas de catastrophes, la théorie des probabilités et le financement des matières premières.
Pendant sa carrière académique, elle a notamment travaillé à l'ESSEC, l'Université Paris Dauphine et Birkbeck, Université de Londres. 
Elle est actuellement professeure à l’Université Johns Hopkins.

### Recherches et activités notables
Hélyette Geman a notamment présenté une horloge stochastique pilotée par le flux d’ordres, conduisant à la normalité des rendements des actifs.
Elle a également réalisé des travaux sur les distributions de probabilités, en particulier le processus de Lévy « CGMY » nommé d'après Carr, Helyette Geman, Madan et Yor.
En juin 2000, elle organise le premier Congrès mondial Bachelier avec les professeurs Paul Samuelson, Robert Merton et Henri McKean.
En 2005, elle publie un livre sur les produits dérivés sur matières premières.
Elle est également connue pour son travail sur les « Bitcoins et matières premières »

## Récompenses
- Prix IAQF/Northfield de l'ingénieur financier de l'année 2022
- Membre d'Honneur - Société Française des Actuaires
- Risque énergétique - Temple de la renommée[7].

## Publications
- « Produits dérivés sur l'assurance, la météo et l'électricité : des options exotiques aux sous-jacents exotiques », 1999, Risk Books.